# Georg Christian (Hessen-Homburg)

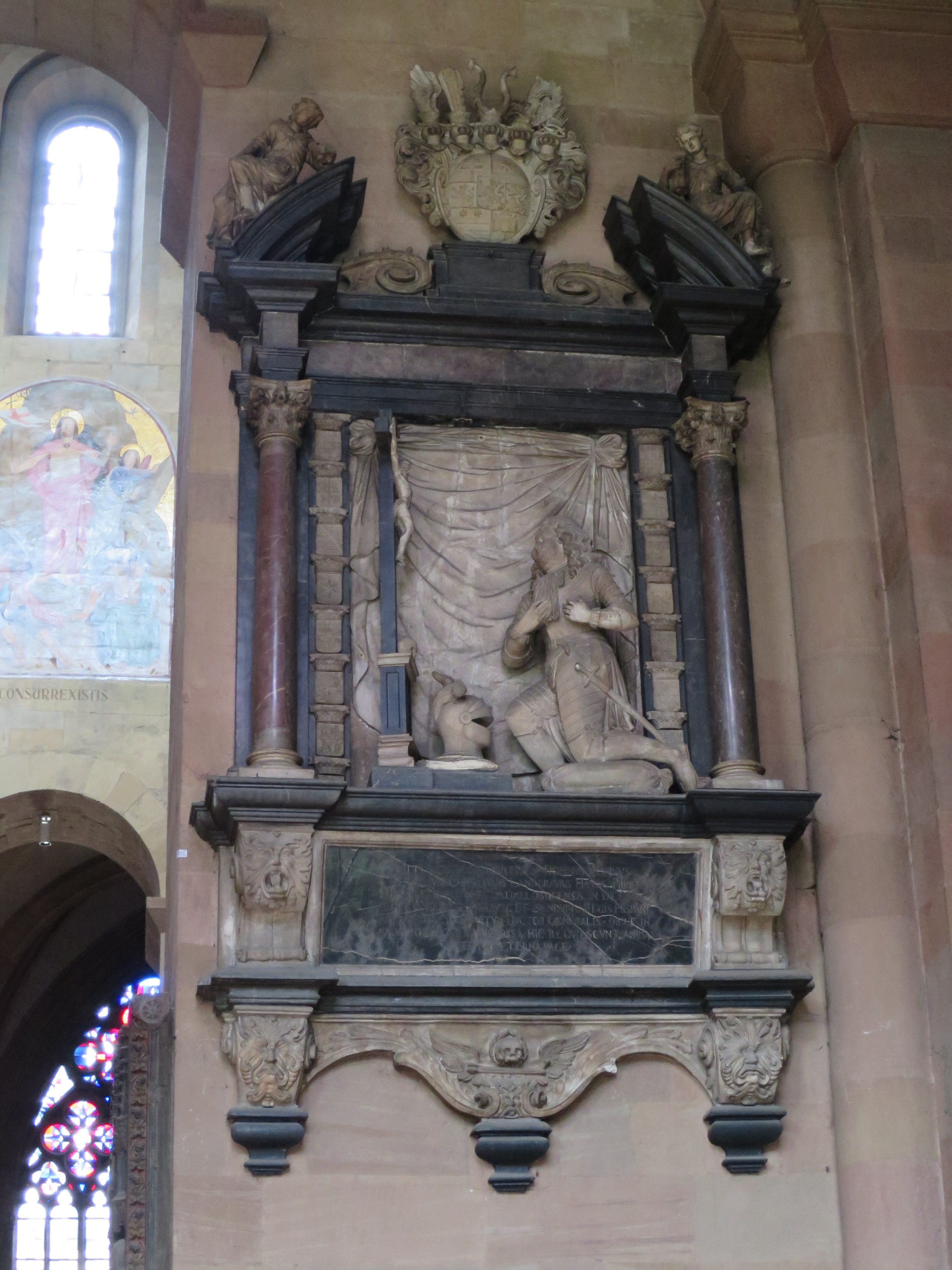
Epitaph von Landgraf Georg Christian im Mainzer Dom

Georg Christian (* 10. Dezember 1626 in Homburg vor der Höhe; † 1. August 1677 in Frankfurt am Main) war dritter Landgraf der Landgrafschaft Hessen-Homburg.

## Herkunft
Georg Christian wurde als fünftes Kind des Landgrafen Friedrich I. von Hessen-Homburg und der Gräfin Margarete Elisabeth von Leiningen-Westerburg geboren. Die Familie war lutherischer Konfession. Da der Vater schon 1638 verstarb, wuchsen die Kinder unter der Vormundschaft der Mutter auf. Sie sandte Georg Christian 1642 zunächst an die Sorø Akademi in Dänemark, eine Ritterakademie. Da sich das aber als zu teuer erwies, ging er ab 1643 auf die Universität Gießen.

## Militärisch-politische Karriere
Typisch für Georg Christian war, dass seine Ansprüche an das Leben immer größer waren als seine Möglichkeiten. Sein Leben ist deshalb von wirtschaftlich prekären Lagen und begonnenen, nicht vollendeten oder gescheiterten Projekten geprägt.

### Spanien
Aufgrund der Beziehungen des Landgrafen Georg II. Hessen-Darmstadt zum spanischen Hof trat Georg Christian 1648 als Kapitän in spanische Kriegsdienste in den Spanischen Niederlanden. 1651 konvertierte er zur römisch-katholischen Kirche; über seine Beweggründe gibt es nur Vermutungen. 1652 begab er sich nach Madrid, um bei König Philipp IV. vorzusprechen und seine Karriere in spanischen Diensten zu befördern. Er verwickelte sich allerdings in protokollarische Streitigkeiten mit der Hofbürokratie über die Form seines Auftritts vor dem König. Letztendlich erhielt er 1653 ein Patent als „Capitan general“ (Generalfeldmarschall), wurde aber zugleich in die Spanischen Niederlande zurück abgeschoben. Hier aber verschaffte ihm auch das Patent nicht die gewünschte, herausgehobene Stellung, so dass er noch im gleichen Jahr den Dienst quittierte.

### Frankreich
Er wechselte in französische Dienste. Kardinal Jules Mazarin setzte ihn in diplomatischer Mission in Deutschland ein, um die französischen Interessen gegen die Habsburger zu stärken. Insbesondere war er als Kontaktmann zu Pfalzgraf Philipp Wilhelm von Pfalz-Neuburg, einem der möglichen, Frankreich genehmen Gegenkandidaten bei der nächsten anstehenden Kaiserwahl. Auch an den Verhandlungen zum „ersten Rheinbund“ war er beteiligt. Als die Kaiserwahl dann 1658 aber zugunsten Leopolds I. ausging, wurden die Dienste Georg Christians von Frankreich nicht mehr benötigt. Zwischenzeitlich hatte er, nachdem französischerseits zum Generalleutnant ernannt, 1656 versucht, je ein Regiment Infanterie und Kavallerie für Frankreich anzuwerben. Auch hier übernahm er sich wieder: Seine wirtschaftlichen Ressourcen reichten bei weitem nicht aus, ein derartiges Unternehmen zu finanzieren und zu organisieren.

### Sachsen
Anschließend hielt sich Georg Christian ab 1660 in Sachsen auf, wie lange er dort weilte, ist aus den Quellen nicht ersichtlich. Dort wurde er am Hof in Weimar durch Herzog Wilhelm IV. von Sachsen-Weimar in die Fruchtbringende Gesellschaft aufgenommen. Herzog Wilhelm verlieh ihm den Gesellschaftsnamen der Beherzte und als Motto in freiem Felde. Als Emblem wurde ihm das massilisch Sternkraut zugedacht. Im Köthener Gesellschaftsbuch findet sich Georg Christians Eintrag unter der Nr. 755.
Im September 1665 diente er in den Niederlanden als Oberbefehlshaber des Heeres Christoph Bernhard von Galens, der mit dem englischen König verbündet war. Die militärische Auseinandersetzung um die Herrschaft in Borkeloh (niederländisch: Borculo, veraltet Heerlijkheid Borkelo) endete mit der Intervention Frankreichs und Brandenburgs zuungunsten Galens.

### Landgrafschaft Homburg

#### Heirat
Am 11. Oktober 1666 heiratete Georg Christian in Hamburg die wohlhabende Kaufmannswitwe Anna Catharina von Pogwisch, verwitwete von Ahlefeldt (1633–1694). Die Standesgemäßheit der Ehe war zweifelhaft, da Anna Catharina von Ahlefeldt nur niederadelig war. Allerdings brachte sie wohl eine erhebliche Mitgift in die Ehe, aus der vermutlich auch die Mittel für den nächsten Schritt des Landgrafen stammten: Den Kauf der Landgrafschaft Hessen-Homburg. Das gemeinsame Leben der Ehepartner kann nur kurz angehalten haben: Schon zwei Jahre nach Eheschließung findet sich der Landgraf in Homburg, seine Frau bleibt in Hamburg zurück. Sie haben sich danach wohl nicht mehr gesehen. In seinem Testament erwähnt er sie nicht. Auf der Beerdigung des Landgrafen war sie weder anwesend noch durch einen Repräsentanten vertreten.

#### Landesherr
1669 kaufte Landgraf Georg Christian seinem Bruder Wilhelm Christoph die Landgrafschaft Homburg, bestehend aus der Stadt und dem Amt Homburg, ab. Er versuchte sich hier als Landesherr, konnte vom Kaiser das Münzregal für die Landgrafschaft Hessen-Homburg erlangen und begann mit einzelnen Reformen für die im Dreißigjährigen Krieg ausgeblutete Landgrafschaft. Aber bereits 1671 muss er sie an seine beiden Hauptgläubiger, den kurmainzischen Geheimrat Johann Christian von Boyneburg und den Frankfurter Bankier Johann Ochs verkaufen. Landgraf Ludwig VI. von Hessen-Darmstadt löste diese Verpfändung ein – von 1673 bis 1679 blieb Hessen-Homburg dann bei Darmstadt.

### Hanauer „Tolles Jahr“
1669 war er einer der Hauptbeteiligten am „Hanauer tollen Jahr“, einer Auseinandersetzung zwischen dem dort regierenden Grafen Friedrich Casimir – ebenfalls Mitglied der Fruchtbringenden Gesellschaft – und dessen Agnaten. Hintergrund war die katastrophale Überschuldung und Haushaltssituation der Grafschaft Hanau und die ökonomisch überdimensionierten Projekte des Grafen. Herausragend war das Projekt, mit Hanauisch-Indien eine Kolonie am Orinoco, an der Nordküste Südamerikas, anzulegen und zu betreiben. Um das finanzielle Desaster auszugleichen, erwog Graf Friedrich Casimir, die Grafschaft Hanau-Lichtenberg an den Herzog von Lothringen zu verpfänden und zum römisch-katholischen Glauben überzutreten, um sich entsprechende Unterstützung zu sichern. Zu den finanziellen Notmaßnahmen zählte auch, dass Graf Friedrich Casimir das Amt Rodheim für 9000 Taler an Landgraf Georg Christian verkaufte. Dieser bemühte sich, auch das Amt Dorheim und die darin gelegene, für die Grafschaft Hanau wirtschaftlich hoch bedeutende Saline von (Bad) Nauheim, an sich zu bringen. Um die gegen den Ausverkauf der Grafschaft Hanau opponierenden Agnaten des Grafen Friedrich Casimir auszuschalten, versuchte Georg Christian, die Regentschaft über die Grafschaft in seine Hände zu bekommen. In dieser Situation zogen die Verwandten die Notbremse: Nach vielem Hin und Her erwirkten die Vormünder der Neffen und späteren Nachfolger Friedrich Casimirs, Herzog Christian II. von Pfalz-Zweibrücken-Birkenfeld und Pfalzgräfin Anna Magdalena von Pfalz-Zweibrücken-Birkenfeld, bei Kaiser Leopold I., dass sie als Mitregenten in der Grafschaft Hanau eingesetzt wurden und ihnen so ein Vetorecht gegen Entscheidungen des Grafen zufiel. Unterstützt wurde dies mit Militär der Landgrafschaft Hessen-Kassel, das aufgrund eines Erbvertrages mit dem Haus Hanau dort ebenfalls erhebliche Interessen hatte. Die Berater des Grafen, darunter Landgraf Georg Christian, wurden entlassen und mussten fliehen.

### Frankfurt am Main
Ab 1671 lebte der Landgraf in Frankfurt am Main im zweiten Stock eines als Stiftshaus bekannten Gebäudes an der Ecke der Großen Eschenheimer Gasse in einer Vierzimmer-Wohnung, ständig von Gläubigern verfolgt.

## Tod und Beisetzung
Er verstarb am 1. August 1677 in dieser Wohnung. Auf seinen testamentarischen Wunsch hin wurde er im Mainzer Dom beigesetzt. Er ist damit eines der wenigen Mitglieder der Hessen-Homburger Familie, das nicht in der Gruft unter der Homburger Schlosskirche beigesetzt ist. Er erhielt ein barockes Grabmal, geschaffen von Arnold Harnisch, das nach Restaurierungsarbeiten im Dom in den 1870er Jahren sich heute im Bereich des südlichen Eingangs der Krypta befindet. Damals wurde auch die Bestattung untersucht und innerhalb des Domes verlegt. Das Erbe war überschuldet, so dass seine Erben erhebliche Probleme hatten, die ausgelobten Vermächtnisse zu erfüllen.

## Vorfahren
| Stammbaum Landgraf Georg Christian von Hessen-Homburg | Stammbaum Landgraf Georg Christian von Hessen-Homburg                                                            | Stammbaum Landgraf Georg Christian von Hessen-Homburg                                                            | Stammbaum Landgraf Georg Christian von Hessen-Homburg                                                                 | Stammbaum Landgraf Georg Christian von Hessen-Homburg                                                                        | Stammbaum Landgraf Georg Christian von Hessen-Homburg | Stammbaum Landgraf Georg Christian von Hessen-Homburg |
| ----------------------------------------------------- | --- | --- | --- | --- | ----------------------------------------------------- | ----------------------------------------------------- |
| Urgroßeltern                                          | Philipp I. von Hessen („der Großmütige“) (* 1504; † 1567) ⚭ Christina von Sachsen (* 1505; † 1549)               | Bernhard VIII. zur Lippe (* 1527; † 1563) ⚭ Gräfin Katharina von Waldeck–Eisenberg (* 1524; † 1583)              | Graf Georg I. zu Leiningen-Schaumburg (* 1533; † 1586) ⚭ Gräfin Margareta zu Isenburg-Birstein (* 1542; † 1612)       | Simon Ungnad von Weißenwolff, Freiherr von Sonnegg, auf Waldenstein, Himmelstein und Bernsdorf ⚭ Gräfin Katharina von Plesse |                                                       |                                                       |
| Großeltern                                            | Georg I. von Hessen-Darmstadt (* 1547; † 1596) ⚭ Magdalena zur Lippe (* 1552; † 1587)                            | Georg I. von Hessen-Darmstadt (* 1547; † 1596) ⚭ Magdalena zur Lippe (* 1552; † 1587)                            | Graf Christoph von Leiningen-Westerburg (* 1575; † 1635) ⚭ Anna Maria Ungnad, Freiin von Weißenwolff (* 1573; † 1606) | Graf Christoph von Leiningen-Westerburg (* 1575; † 1635) ⚭ Anna Maria Ungnad, Freiin von Weißenwolff (* 1573; † 1606)        |                                                       |                                                       |
| Eltern                                                | Friedrich I. von Hessen-Homburg (* 1585; † 1638) ⚭ Margarete Elisabeth von Leiningen-Westerburg (* 1604; † 1667) | Friedrich I. von Hessen-Homburg (* 1585; † 1638) ⚭ Margarete Elisabeth von Leiningen-Westerburg (* 1604; † 1667) | Friedrich I. von Hessen-Homburg (* 1585; † 1638) ⚭ Margarete Elisabeth von Leiningen-Westerburg (* 1604; † 1667)      | Friedrich I. von Hessen-Homburg (* 1585; † 1638) ⚭ Margarete Elisabeth von Leiningen-Westerburg (* 1604; † 1667)             |                                                       |                                                       |
| Georg Christian von Hessen-Homburg                    | | | | |                                                       |                                                       |

## Wissenswert

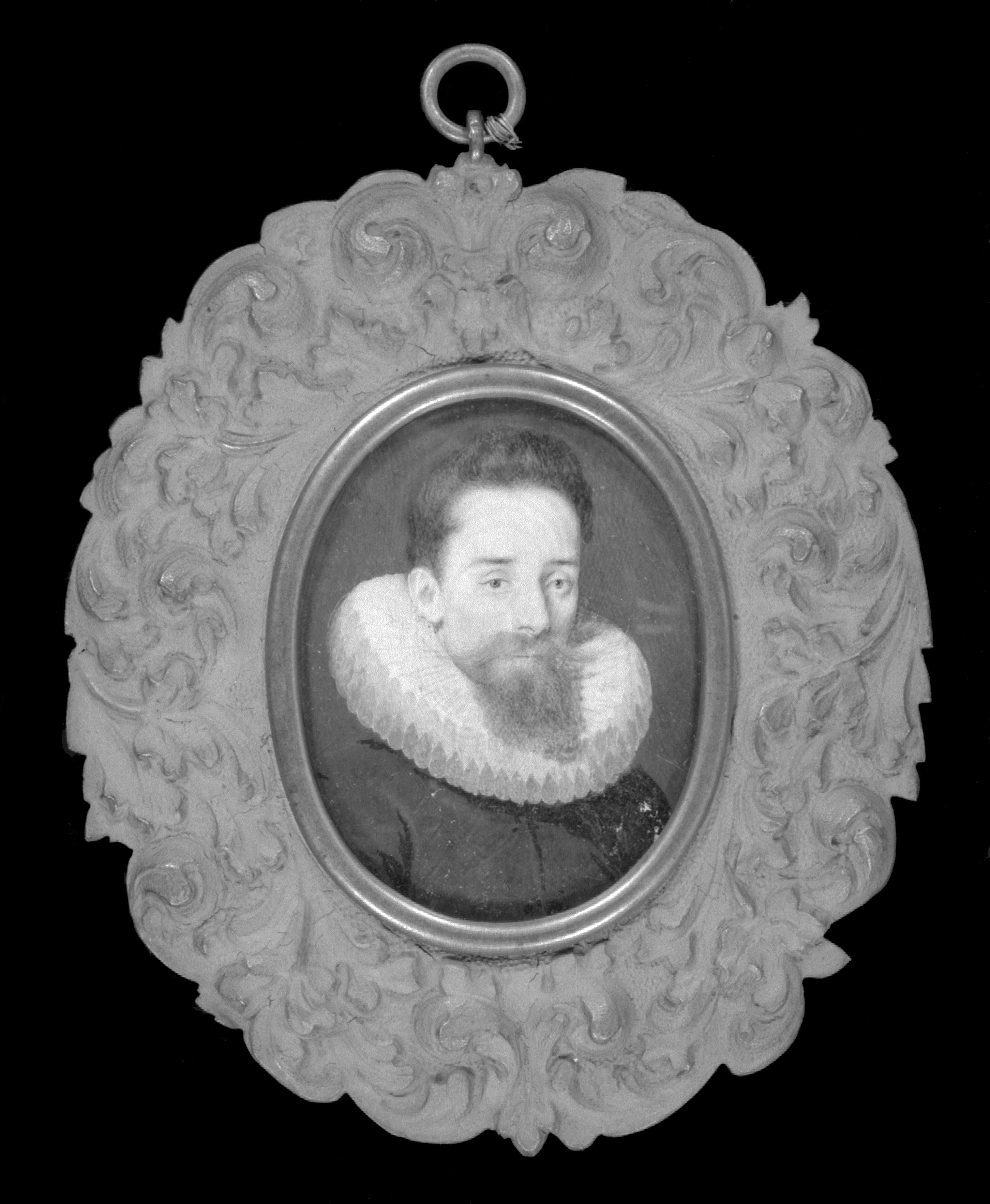
Ein Porträt, das Georg Christian von Hessen-Homburg darstellen soll.

Ein Porträt, das Georg Christian von Hessen-Homburg darstellen soll, befand sich in der Sammlung des Schlosses in Bad Homburg. Es wurde gestohlen, so dass heute nur noch ein Schwarz-Weiß-Foto davon existiert. In der neueren Literatur wird aufgrund der Bekleidung des Porträtierten inzwischen angezweifelt, dass es sich bei dem Dargestellten um Georg Christian von Hessen-Homburg handelt.